# Carlota Lagido
Carlota Lagido (n. Lisboa, 1965) é uma bailarina, coreógrafa e figurinista portuguesa.

## Biografia
Viveu em Luanda, São Paulo, Nova Iorque e Lisboa.
O seu trabalho como performer e coreógrafa tem características multidisciplinares. Aborda temáticas relativas a questões de identidade e contextos autobiográficos. O trabalho em vídeo tem sido um elemento constante em peças como Histórias que a minha mãe nunca me contou (Festival X | 2000), BB2( Eira / Serralves em Festa 2004), Ugly (Eira / Citemor / Temps d’Image / MC / IA) ou Self (Eira / Casa d’os dias da Água / MC / IA). 
Em 2009 criou Monster uma peça para 14 intérpretes (Eira33). Trabalhou com Francisco Camacho, Miguel Bonneville, Sara Vaz, Abraham Hurtado, Rita Só, Bárbara Lagido, Tânia Carvalho, e Mariana Tengner Barros, como intérpretes das suas peças. Destas últimas destaca as suas participações na sua performance notforgetnotforgive, apresentada no aniversário do Museu Berardo em 2008, e Eira/CiCLO#1 em 2011. Apresentou A room full of dirt, em colaboração com Miguel Bonneville, integrado no Festival Temp's D' Image 2012.  Estreou The Importance of Nothing, em Março de 2012 no Teatro Maria Matos no âmbito do Festival Superstereo Demonstration/Pogo Teatro.
Conheceu Francisco Camacho em 1989, com quem trabalhou intensamente como intérprete até 2005. Gostou particularmente de participar em peças como Dom São Sebastião, Gust e Live|evil-Evil|live. Foi mencionada como a sua “bailarina fetiche”. Durante os anos noventa trabalhou também com Joana Providência e Meg Stuart. Em 2012 retoma a sua colaboração como intérprete de Francisco Camacho, na sua última peça, Andiamo, apresentada no âmbito da Capital da Cultura 2012.
Faz design de figurinos e cenografia para espectáculos de dança e teatro, desde 1989. Colaborou com Vera Mantero, Lucia Sigalho, Francisco Camacho, Paula Castro, Filipa Francisco, Meg Stuart, Clara Andermatt, Amélia Bentes, Paulo Ribeiro, João Fiadeiro, João Galante, Nuno M Cardoso e Aldara Bizarro. Em 2009 colaborou com Margarida Mestre no seu último projecto e fez os figurinos para a peça de teatro Emília Galotti, de Lessing com encenação de Nuno M Cardoso e design cénico e figurinos para Hanare de Aldara Bizarro e Francisco Camacho. Em 2010 desenhou os figurinos de RIP de Francisco Camacho, Absurdos contemporâneos de Teresa Sobral e para ADAPT/Advancing Digital Art Performing Techniques, um projecto de cooperação transnacional. Desenhou em 2011 os figurinos para Lost Ride de Francisco Camacho, com Sílvia Real, Conquest de David Marques, NO Digital de Raquel André e Tiago Cadete, e em colaboração com Rafael Alvarez, Uma coisa em forma de assim / CNB,  para Francisco Camacho.
Frequentou o Mestrado de Teatro, na especialização de Design de Cena na Escola Superior de Teatro e Cinema de Lisboa.
De 2008 a 2011, dirigiu o Atelier de Pesquisa e Criação Coreográfica no e Espaço Eira33
Foi artista associada da Eira de 2004 a 2011.